# Alchemilla camptopoda
Alchemilla camptopoda är en rosväxtart som beskrevs av Sergei Vasilievich Juzepczuk. Alchemilla camptopoda ingår i släktet daggkåpor, och familjen rosväxter. Inga underarter finns listade i Catalogue of Life.